# Acacia salicifolia
Acacia salicifolia é uma espécie de leguminosa do gênero Acacia, pertencente à família Fabaceae.